# シャーリー・ロス

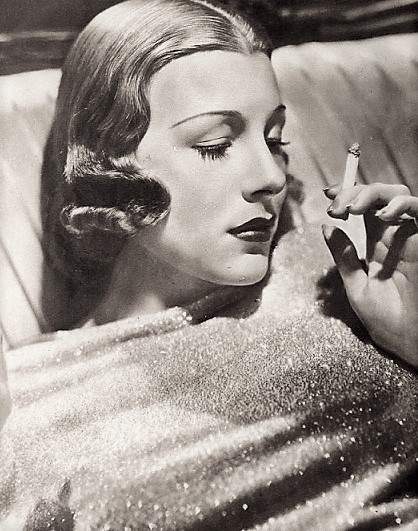
1938年

シャーリー・ロス（Shirley Ross、1913年1月7日 - 1975年3月9日）は、アメリカ合衆国の女優、歌手。
ロスは、本名バーニス・ゴーント(Bernice Gaunt)として、ネブラスカ州オマハに生まれたが、彼女がまだ幼いうちに、一家はカリフォルニア州に転居した。ロスは、ハリウッド高等学校、カリフォルニア大学に学び、大学2年のときにガス・アーンハイムの楽団のオーディションに合格して、20歳だった1933年にアーンハイム楽団と最初のレコーディングを行なった。
ロスの映画出演は、1933年から始まり、翌1934年には、クラーク・ゲーブル主演の映画『男の世界 (Manhattan Melodrama)』で、「ブルームーン」のメロディを、通常とは異なる歌詞で歌う端役を演じた。ロスが初めて重要な役を得たのは、ビング・クロスビーと共演した映画『ワイキキの結婚 (Waikiki Wedding)』で、ロスとクロスビーは劇中で「ブルー・ハワイ」を一緒に歌った。1938年の映画『百万弗大放送 (The Big Broadcast of 1938)』では、ロスはボブ・ホープと一緒に主題歌「思い出によみがえる (Thanks for the Memory)」を歌った。同年にはさらに、再度ホープと組んで映画『思い出によみがえる (Thanks for the Memory)』に主演し、「Two Sleepy People」を歌っている。
ロスは、1939年のボブ・ホープ主演の映画『Some Like It Hot』にも出演し、「The Lady's in Love with You」を歌っている。この映画は、マリリン・モンロー、ジャック・レモン、トニー・カーティスが共演した1959年のコメディ映画『お熱いのがお好き (Some Like It Hot)』と同名であるが、別の作品である。
ロスは、1940年に、ブロードウェイで、リチャード・ロジャースとロレンツ・ハートによるミュージカル『Higher and Higher』に出演した。ロスは、この作品から「It Never Entered My Mind」など4曲をレコードに吹込んだ。ロスが最後に出演した映画は、1945年の『A Song for Miss Julie』であった。
ロスは、カリフォルニア州メンロ・パークで、癌により、62歳で死去した。